# Carin Strömberg
Carin Strömberg (nascida em 10 de julho de 1993) é uma handebolista sueca.

## Carreira
Atua como armadora central e joga pelo clube Viborg HK.
Competiu pela Suécia no Campeonato Mundial de Handebol Feminino de 2015, na Dinamarca, terminando na nona colocação.
Integrou a seleção sueca feminina que terminou na sétima colocação no handebol dos Jogos Olímpicos de Verão de 2016, realizados no Rio de Janeiro, Brasil.